# فيلي جيفرسون
فيلي جيفرسون (بالإنجليزية: Willie Jefferson)‏ هو لاعب كرة قدم أمريكية أمريكي، ولد في 31 يناير 1991 في بومونت في الولايات المتحدة.

## وصلات خارجية
- فيلي جيفرسون على موقع مرجع كرة القدم المحترفة.كوم (الإنجليزية)